# Andreas Maier (Informatiker)

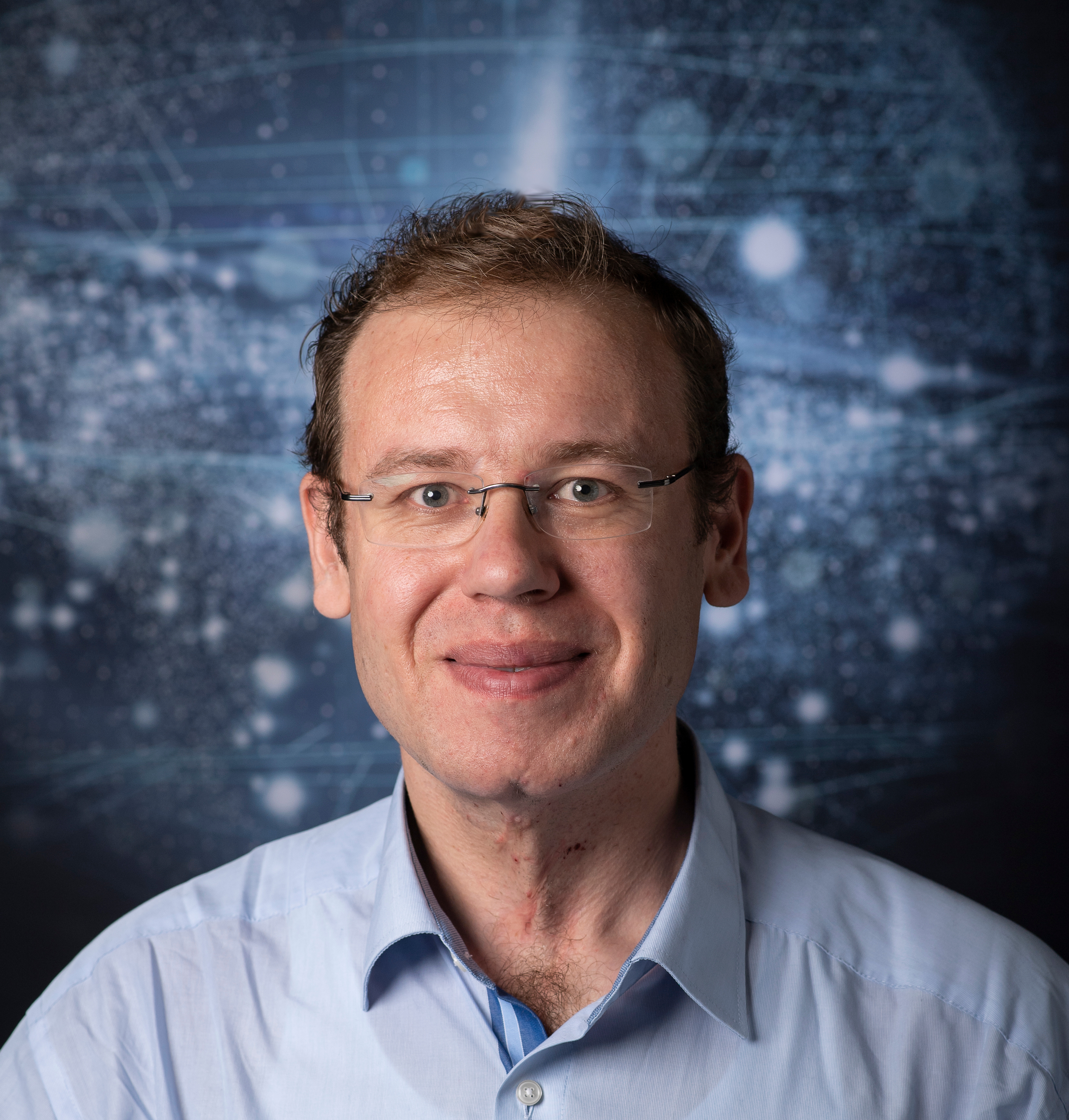
Andreas Maier, 2018

Andreas Maier (* 26. November 1980 in Erlangen) ist ein deutscher Informatiker und Hochschullehrer.

## Leben
Er studierte Informatik, schloss sein Studium 2005 ab und promovierte 2009. Von 2005 bis 2009 war er am Lehrstuhl für Mustererkennung am Institut für Informatik der Universität Erlangen-Nürnberg tätig. Von 2009 bis 2010 war er Postdoktorand am Radiological Sciences Laboratory in der Abteilung für Radiologie der Stanford University. 2012 kehrte er als Leiter der Medizinischen Rekonstruktionsgruppe am Mustererkennungslabor an die Universität Erlangen-Nürnberg zurück. 2015 wurde er dort Professor und Leiter des Pattern Recognition Lab.

## Schriften (Auswahl)
- Parallel robust speech recognition. Robust speech recognition of noisy or reverberated data using multiple recognizers in different energy bands. DM Verlag Dr. Müller, Saarbrücken 2008, ISBN 978-3-8364-7706-2.
- Speech of children with cleft lip and palate. Automatic assessment. Logos-Verlag, Berlin 2009, ISBN 978-3-8325-2144-8.
- Speech Recognizer Adaptation. Recognizer Adaptation by Acoustic Model Interpolation. AV Akademikerverlag, Saarbrücken 2015, ISBN 3-639-86672-X.
- mit Matthias Hoffmann, Christopher Kowalewski, Klaus Kurzidim, Norbert Strobel und Joachim Hornegger: Contrast-Based 3D/2D Registration of the Left Atrium: Fast versus Consistent. Friedrich-Alexander-Universität Erlangen-Nürnberg, Erlangen 2016.